# The Walking Dead: Survival Instinct
The Walking Dead: Survival Instinct ist ein Ego-Shooter der auf der TV-Serie The Walking Dead basiert. Das Spiel ist für Playstation 3, Xbox 360, Wii U und Microsoft Windows verfügbar, es wurde am 19. März 2013 in den USA und am 22. März 2013 in Deutschland veröffentlicht. Die Rezeption des Spiels war, auch verglichen mit dem anderen Lizenzspiel, dem Point-and-Click-Adventure The Walking Dead von Telltale sehr negativ.

## Handlung
Das Spiel ist ein Prequel zur eigentlichen TV-Serie, der Schauplatz des Spiels ist der US-Bundesstaat Georgia, die Hauptcharaktere sind Daryl und Merle Dixon, beides Figuren aus der Fernsehserie.

## Spielprinzip
Die Spielmechanik ist auf den Kampf gegen die untoten Beißer fixiert, der Spieler kann wählen ob er sich in einen solchen verwickeln lässt, oder probiert an den Untoten vorbei zu schleichen. Ein wichtiges Element des Spiels sind außerdem andere Überlebende, mit denen der Spieler interagieren kann. Da man sich häufig in einem Auto fortbewegt, muss man genügend Benzin vorrätig haben, auch mit anderen Vorräten wie z. B. Munition oder Essen muss der Spieler haushalten. Dem Spieler stehen verschiedene Sorten von Fahrzeugen zur Verfügung, z. B. SUVs oder Trucks.

## Rezeption
Die Kritiken für das Spiel fielen weitgehend negativ aus, bemängelt wurden Punkte wie die schlechte Grafik, die im Vergleich zu Telltales The Walking Dead nicht im Comic-Stil gehalten waren, die eintönige Spielmechanik und eine zu simple Handlung.